# 아카사카 마사유키
아카사카 마사유키는 일본의 남자 성우이다.